# László Köteles
László Köteles (IPA: laːsloː ˈkœtɛlɛʃ) (Szeged, 1 september 1984) is een Hongaars voormalig voetballer. Hij speelde als doelman. László beëndigde zijn carrière op 1 juli 2018. Zijn laatste club was FC Kopenhagen.

## Carrière

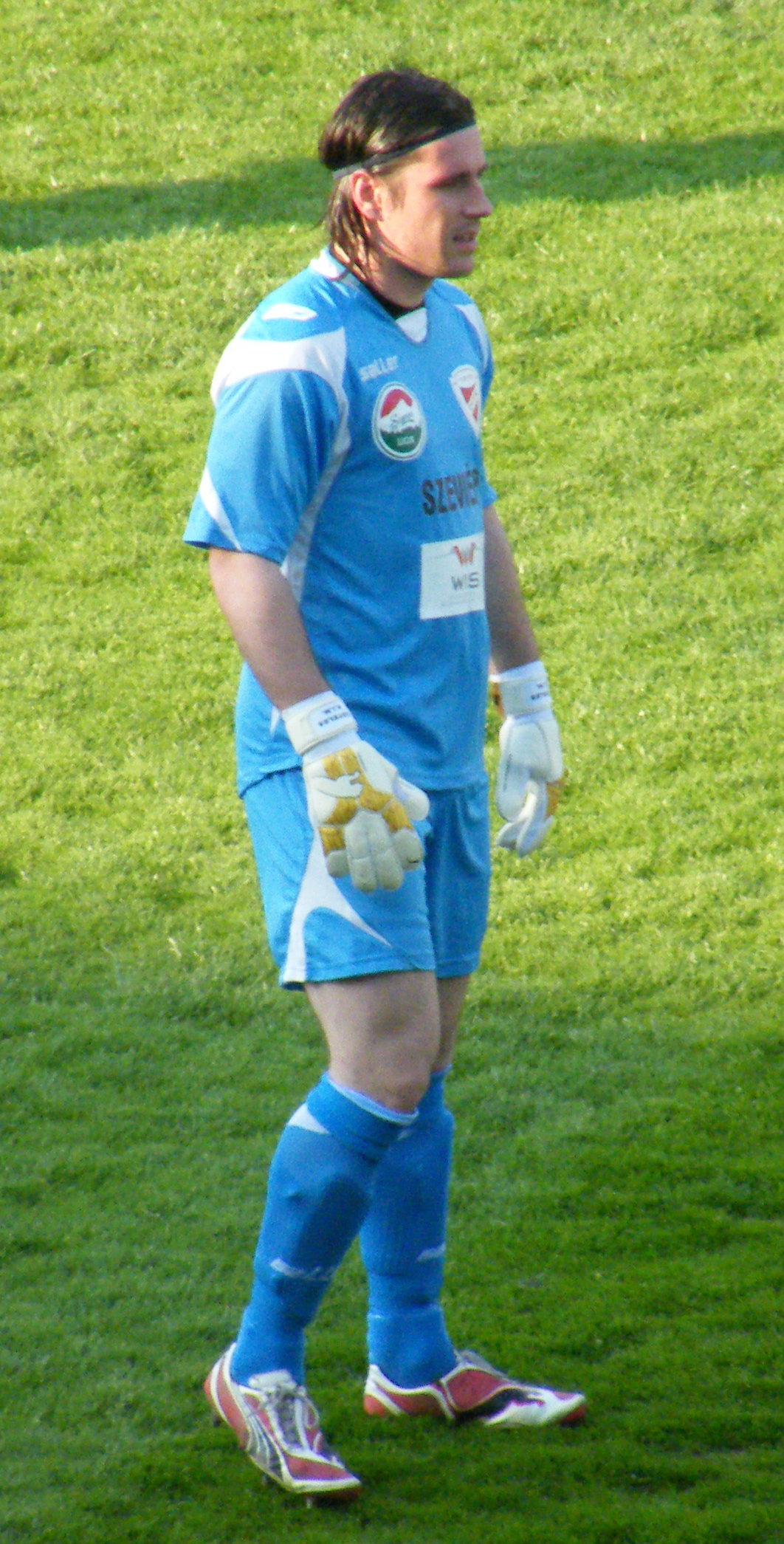
Köteles bij Diósgyőri VTK.

### Verschillende clubs
Voor hij naar Diósgyőri VTK ging kwam hij ook al uit voor: FC Fehérvár, FK Železnik, Grafičar Beograd, FK Bežanija en Vác.

### Diósgyőri VTK
Hierna ging hij dus naar het Hongaarse Diósgyőri VTK. Hij speelde hier van 2007 tot 2010 en kwam aan 58 wedstrijden.

### KRC Genk
In 2009 werd de doelman naar KRC Genk gehaald om zo de concurrentie aan te gaan met eerste doelman Davino Verhulst. In de laatste 2 matchen van 2009 maakte hij zijn debuut in het eerste elftal en werd alom geprezen voor zijn capaciteiten en bewees zijn degelijkheid vooral tijdens de play-offs van het seizoen 2009-2010. Met hem in doel, verloor KRC Genk niet tijdens de laatste 11 matchen van het seizoen 2009-2010 wat leidde tot het behalen van een ticket voor de Europa League 2010-2011. Hiervoor moest KRC Genk wel aartsrivaal STVV verslaan in een dubbele barrage. In de zomer van 2010 waren er problemen met zijn officiële documenten, waardoor Thibaut Courtois tijdelijk in de goal moest. Courtois deed het echter uitstekend en verdween niet meer uit doel. Genk speelde dat seizoen kampioen, maar Köteles speelde geen enkele wedstrijd. Na het vertrek van Courtois werd Köteles weer eerste doelman.
In Genk was Köteles ondertussen uitgegroeid tot een ware clubheld. Met zijn aanstekelijk enthousiasme en warme persoonlijkheid was hij bij de achterban razend populair, een beetje vergelijkbaar met zijn illustere Hongaarse voorganger Istvan Brockhauser die het Genkse doel verdedigde tussen 1996 en 2002.
KRC Genk en László Köteles hebben in onderling overleg hun overeenkomst ontbonden op 29 januari 2018.
Samen met KRC Genk won Köteles 1x de beker, 1x de supercup en werden ze 1x landskampioen. In totaal speelde hij 191 wedstrijden voor KRC Genk.

### Waasland-Beveren
van 30 augustus 2016 tot juni 2017 werd hij door KRC Genk uitgeleend aan Waasland-Beveren.

## Spelerscarrière
| Seizoen | Club               | Land               | Competitie    | Competitie | Competitie | Supercup | Supercup | Beker | Beker | Europees | Europees | Totaal | Totaal |
| Seizoen | Club               | Land               | Competitie    | Wed.       | Dlp.       | Wed.     | Dlp.     | Wed.  | Dlp.  | Wed.     | Dlp.     | Wed.   | Dlp.   |
| ------- | ------------------ | ------------------ | ------------- | ---------- | ---------- | -------- | -------- | ----- | ----- | -------- | -------- | ------ | ------ |
| 2006/07 | Dunakanyar-Vác FC  | Vlag van Hongarije | OTP Bank Liga | 22         | 0          | 0        | 0        | 0     | 0     | 0        | 0        | 22     | 0      |
| 2007/08 | Diósgyőri VTK      | Vlag van Hongarije | OTP Bank Liga | 27         | 0          | 0        | 0        | 0     | 0     | 0        | 0        | 27     | 0      |
| 2008/09 | Diósgyőri VTK      | Vlag van Hongarije | OTP Bank Liga | 27         | 0          | 0        | 0        | 0     | 0     | 0        | 0        | 27     | 0      |
| 2009/10 | → KRC Genk         | Vlag van België    | Eerste Klasse | 20         | 0          | 0        | 0        | 0     | 0     | 0        | 0        | 20     | 0      |
| 2010/11 | KRC Genk           | Vlag van België    | Eerste Klasse | 0          | 0          | 0        | 0        | 1     | 0     | 1        | 0        | 2      | 0      |
| 2011/12 | KRC Genk           | Vlag van België    | Eerste Klasse | 31         | 0          | 1        | 0        | 10    | 0     | 1        | 0        | 43     | 0      |
| 2012/13 | KRC Genk           | Vlag van België    | Eerste Klasse | 23         | 0          | 0        | 0        | 4     | 0     | 4        | 0        | 31     | 0      |
| 2013/14 | KRC Genk           | Vlag van België    | Eerste Klasse | 32         | 0          | 1        | 0        | 6     | 0     | 1        | 0        | 40     | 0      |
| 2014/15 | KRC Genk           | Vlag van België    | Eerste Klasse | 32         | 0          | 0        | 0        | 0     | 0     | 1        | 0        | 33     | 0      |
| 2015/16 | KRC Genk           | Vlag van België    | Eerste Klasse | 16         | 0          | 0        | 0        | 0     | 0     | 0        | 0        | 7      | 0      |
| 2016/17 | → Waasland-Beveren | Vlag van België    | Eerste Klasse | 20         | 0          | 0        | 0        | 2     | 0     | 0        | 0        | 22     | 0      |
| Totaal  | Totaal             | Totaal             | Totaal        | 250        | 0          | 2        | 0        | 23    | 0     | 8        | 0        | 283    | 0      |

## Palmares
| Competitie         |          |          |          |          |
| Competitie         | Aantal   | Jaren    |          |          |
| KRC Genk           | KRC Genk | KRC Genk | KRC Genk | KRC Genk |
| ------------------ | -------- | -------- | -------- | -------- |
| Nationaal          |          |          |          |          |
| Belgisch kampioen  | 1x       | 2011     |          |          |
| Beker van België   | 1x       | 2013     |          |          |
| Belgische Supercup | 1x       | 2011     |          |          |